# سيرهي كوزنيتسوف
سيرهي كوزنيتسوف (بالأوكرانية: Кузнецов Сергій Сергійович)‏ (بالمجرية: Szerhij Szerhijovics Kuznyecov)‏ هو لاعب كرة قدم مجري وأوكراني في مركز الهجوم، ولد في 31 أغسطس 1982 في خاركيف في أوكرانيا. لعب مع بيهور أوراديا وسبارتاك فلاديقوقاز ونادي شريف تيراسبول ونادي غوميل ونادي فورسكلا بولتافا ونادي فيرينتسفاروشي ونادي كارباتي لفيف.

## وصلات خارجية
- سيرهي كوزنيتسوف على موقع الاتحاد الأوربي (الإنجليزية)
- سيرهي كوزنيتسوف على موقع اتحاد أوكرانيا (الإنجليزية)
- سيرهي كوزنيتسوف على موقع قاعدة بيانات كرة القدم.إي يو (الإنجليزية)
- سيرهي كوزنيتسوف على موقع Soccerway.com (الإنجليزية)
- سيرهي كوزنيتسوف على موقع عالم كرة القدم.نت (الإنجليزية)